# Родніна Марина Володимирівна
Мари́на Володи́мирівна Родніна́ (нім. Marina Rodnina; нар. 19 листопада 1960, Київ) — німецька і українська науковиця, професор біохімії українського походження, член EMBO та Німецької академії наук Леопольдіна, директор відділу фізичної біохімії Інституту біофізичної хімії в Геттінгені, Німеччина. Автор робіт, які присвячено механізмам функціонування рибосом під час трансляції. Лауреатка премії Лейбніца (2016).

## Життєпис
Народилася 19 листопада 1960 у Києві.
У 1977-1982 роках навчалась на біологічному факультеті Київського університету. Потім працювала в Інституті молекулярної біології і генетики АН УРСР.
У 1989 році захистила кандидатську дисертацію.
У 1992—1997 роках працювала науковим співробітником в університеті Віттен/Гердекке.
У 1997 році, після габілітації, її було призначено професором університету.
Протягом 2000—2009 роках вона працювала на кафедрі фізичної хімії.
У 2008 році долучається до Інституту біофізичної хімії Товариства Макса Планка на посаді директора відділу, і відтоді очолює кафедру фізичної біохімії. 

## Нагороди
- Із 22 до 25 липня 2015 року в Барселоні (Іспанія) відбувся 29-й щорічний симпозіум The Protein Society, де Марину Родніну було нагороджено премією Ганса Нойрата.[6]
- 1 березня 2016 року в Берліні (Німеччина) президент DFG Петер Штрошнайдер[de] вручив Марині Родніній премію Лейбніца (2,5 млн євро) за дослідження функцій рибосом. [7] [8] [9]

## Публікації
- Fischer, N., Konevega, A.L., Wintermeyer, W., Rodnina, M.V., Stark, H. (2010) Ribosome dynamics and tRNA movement as visualized by time-resolved electron cryomicroscopy. Nature 466, 329-333.
- Milon, P., Konevega, A. L., Gualerzi, C. O., Rodnina, M. V. (2008) Kinetic checkpoint at a late step in translation initiation. Mol. Cell 30, 712-720.
- Konevega, A. L., Fischer, N., Semenkov, Y. P., Stark, H., Wintermeyer, W., and Rodnina, M. V. (2007) Spontaneous reverse movement of tRNA-mRNA through the ribosome. Nat. Struct. Mol. Biol. 14, 318-324.
- Bieling, P., Beringer, M., Adio, S., and Rodnina, M. V. (2006) Peptide bond formation does not involve acid-base catalysis by ribosomal residues. Nat. Struct. Mol. Biol. 13, 423-428.
- Gromadski, K. B., Daviter, T. and Rodnina, M. V. (2006) A uniform response to mismatches in codon-anticodon complexes ensures ribosomal fidelity. Mol. Cell. 21, 369-377.
- Rodnina M.V. Structural basis for the function of the ribosomal L7/L12 stalk in factor binding and activation of GTP hydrolysis / Diaconu M., Kothe U., Schlünzen F., Fischer N., Harms M.J., Tonevitsky A.G., Stark H., Wahl M.C. // Cell : науковий, рецензований журнал, що публікує статті з усіх тем біології. — 2005. — Vol. 121, iss. 7 (1 July). — P. 991—1004. — ISSN 0092-8674. — DOI:10.1016/j.cell.2005.04.015. — PMID 15989950 .
- Rodnina M.V. The ribosome as an entropy trap (PDF) / Sievers A., Beringer M., Wolfenden R. // PNAS : журнал для публікації оригінальних наукових досліджень у різних областях. — 2004. — Vol. 101, iss. 21 (25 May). — P. 7897—7901. — ISSN 1091-6490. — DOI:10.1073/pnas.0402488101. — PMID 15141076 .
- Rodnina M.V. Conformational switch in the decoding region of 16S rRNA during aminoacyl-tRNA selection on the ribosome / Pape T., Wintermeyer W. // Nat. Struct. Biol. : науковий журнал, який присвячено останнім дослідженням в області структурної й молекулярної біології. — 2000. — Vol. 7, iss. 2 (1 February). — P. 104—107. — ISSN 1545-9993. — DOI:10.1038/72364. — PMID 10655610 .
- Rodnina M.V. Induced fit in initial selection and proofreading of aminoacyl-tRNA on the ribosome / Pape T., Wintermeyer W. // EMBO J. : a scientific journal of molecular biology. — 1999. — Vol. 18, iss. 13 (1 July). — P. 3800—3807. — ISSN 1460-2075. — DOI:10.1093/emboj/18.13.3800. — PMID 10393195 .
- Rodnina M.V. Hydrolysis of GTP by elongation factor G drives tRNA movement on the ribosome (PDF) / Savelsbergh A., Katunin V.I., Wintermeyer W. // Nature : an interdisciplinary journal of science. — 1997. — Iss. 6611 (2 June). — P. 37—41. — ISSN 0028-0836. — DOI:10.1038/385037a0. — PMID 8985244 .